# Cima Tauffi
La Cima Tauffi (1.799 m s.l.m.) è una montagna dell'Appennino settentrionale; è divisa tra le province di Modena e Pistoia. 
Parte del suo territorio è compreso nel Parco dell’Alto Appennino Modenese.

## Orografia
Dal punto di vista orografico la montagna ha la forma di una cresta piuttosto aerea e si presenta differenziata fra il versante settentrionale e quello meridionale.
Il versante meridionale, toscano, tributario del fiume Lima tramite il torrente Rio Arsiccio ed il torrente Rio Maggiore, all'inizio è assai scosceso e roccioso, poi più dolce e caratterizzato dai prati-pascoli di alta quota del Poggio dei Cristalli. Il versante settentrionale, tributario del Leo tramite il fosso Mirandola, è meno dirupato e scende verso La Scaffa delle Rose, il Monte Rondinara e la Valle di Fellicarolo, nel Parco dell’Alto Appennino Modenese:  è caratterizzato da gibbosità ricoperte dai prati-pascoli di alta quota. Entrambi i versanti sono situati, per la maggior parte, sopra il limite vegetazionale degli alberi che  in loco si aggira sui 1550 metri di quota.

## Clima
Cima Tauffi è esposta alle correnti umide provenienti da Sud-Ovest e da Sud, cosicché sulla cima s'addensano facilmente fitte nuvole, causando, per il forte effetto Stau, violente piogge (oltre 3.500 mm/anno) ed abbondanti nevicate (circa 250 cm/anno). Più difficilmente causano precipitazioni i venti provenienti dai quadranti settentrionali. Inoltre, i venti raggiungono spesso e superano i 100 km/h.

## Sport
Da Cima Tauffi passa il sentiero di crinale,  con segnavia 00, denominato Grande Escursione Appenninica. Oltre che nella bella stagione, viene percorso spesso anche d'inverno da cordate di alpinisti esperti ed attrezzati, data l'esposizione e la frequente presenza di ghiaccio. Infatti la Cima si trova sul tragitto piuttosto battuto che dalla Doganaccia o dal lago Scaffaiolo e dal Corno alle Scale si dirige verso il vicino Libro Aperto ed il Cimone. 
La montagna è raggiungibile: seguendo un sentiero proveniente dal Comune di Fanano, sul versante modenese; percorrendo inoltre un sentiero che arriva poco a Nord della cima, presso il Monte Lancino, e che sale da Il Melo,  nel Comune di Cutigliano,   sul versante pistoiese. Salendo dal Passo della Croce Arcana è possibile raggiungere cima Tauffi (alcuni tratti a spinta + bici in spalla) anche in MTB (solo per ciclisti esperti) e scendere poi verso Fanano sul sentiero CAI 425 passando per il Passo Del Colombino.

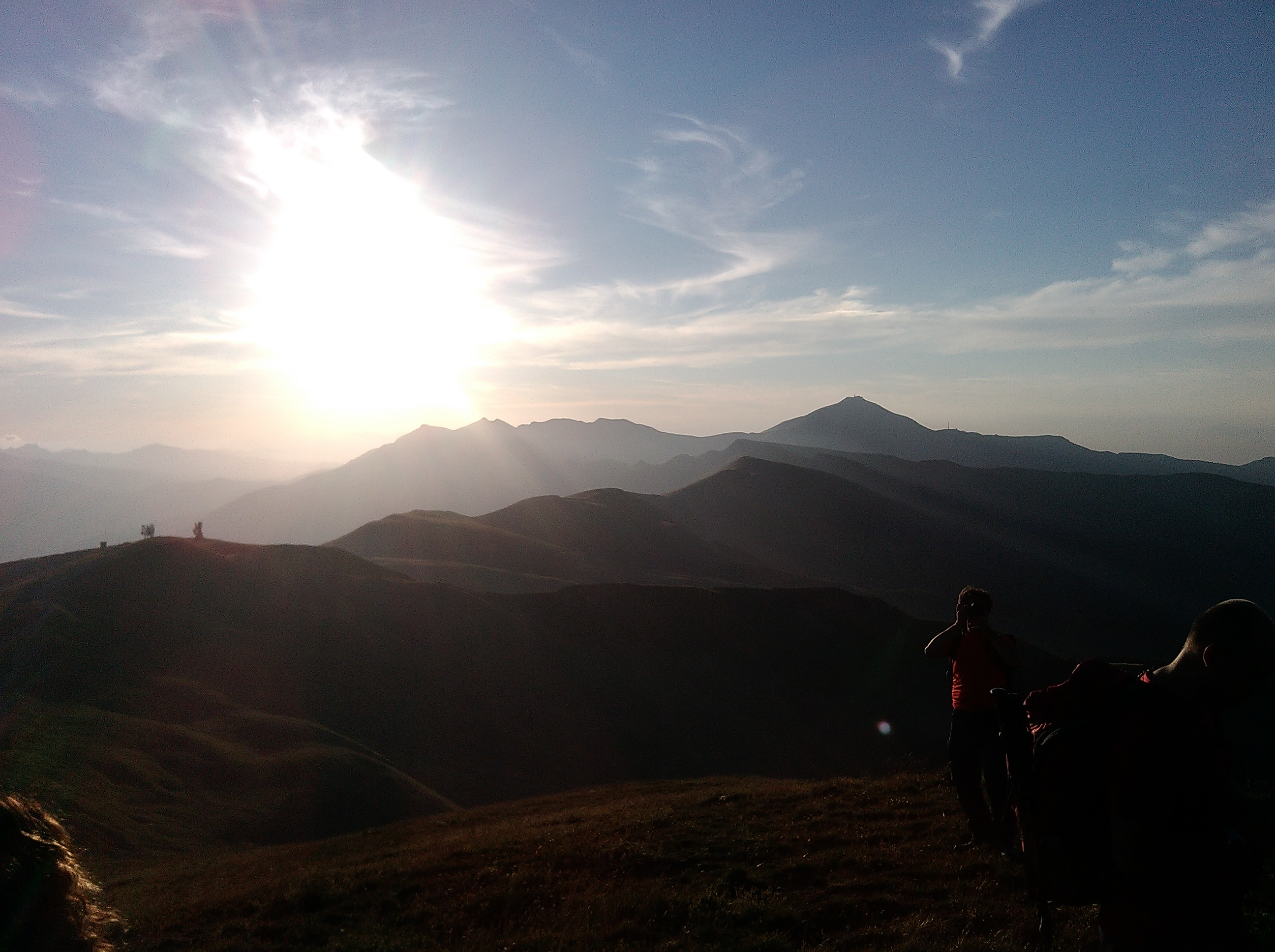
Tramonto sul Libro Aperto da Cima Tauffi